# ビクター歌うバラエティ
『ビクター歌うバラエティ』（ビクターうたうバラエティ）は、1966年5月6日から1967年11月3日までTBS系列局で放送されていたTBS製作の音楽バラエティ番組である。日本ビクター（現・JVCケンウッド）の協賛番組。放送時間は毎週金曜 19:30 - 20:00 （日本標準時）。

## 概要
『ゴールデン・ショー ビクター夢のスタジオ』に続いて企画されたビクター協賛番組の第2弾で、引き続きビクター専属の歌手たちが出演。他に中尾ミエと武藤壮吉がレギュラー出演していた。
番組はヒット曲とレジャーという、当時のハイティーン層が興味を抱きそうな話題をメインにしていた。また、当時日本ビクターがカラーテレビの製造・販売を行っていたこともあり、1966年10月28日放送分からはほぼ隔週ペースでカラー放送を実施していた。